# 山直神社
山直神社（やまだいじんじゃ）は、大阪府岸和田市に所在する神社。本殿等が有形文化財となっている。

## 歴史・概要
8世紀初頭、文武天皇の時に小角5間に7間の神殿を造営し、その後聖武天皇の時代に行基が奏上して堂塔社殿を造営した。その後応仁年間に兵火によって焼失したが、1595年 (文禄3年) に二間四面の神殿を再造営。1600年 (慶長6年) に屋根茅葺きを修繕した。。延喜式内社でかつては長光寺という当社の宮寺を有したが、神仏分離により分かれた1872年 (明治5年) に村社に列し、明治44年に八百万神社と杵島神社を合祀した。

## 主祭神
- 天照大御神
- 天穂日命
- 速須佐乃男命

## 文化財・天然記念物
1973年 (昭和48年) 、3点が大阪府から文化財指定を受けた。
- 本殿 - 1595年建築。ヒノキ皮葺き、千鳥破風付。
- 石造狛犬　- 一対、享和4年
- 石造灯籠 – 宝暦4年から嘉永2年

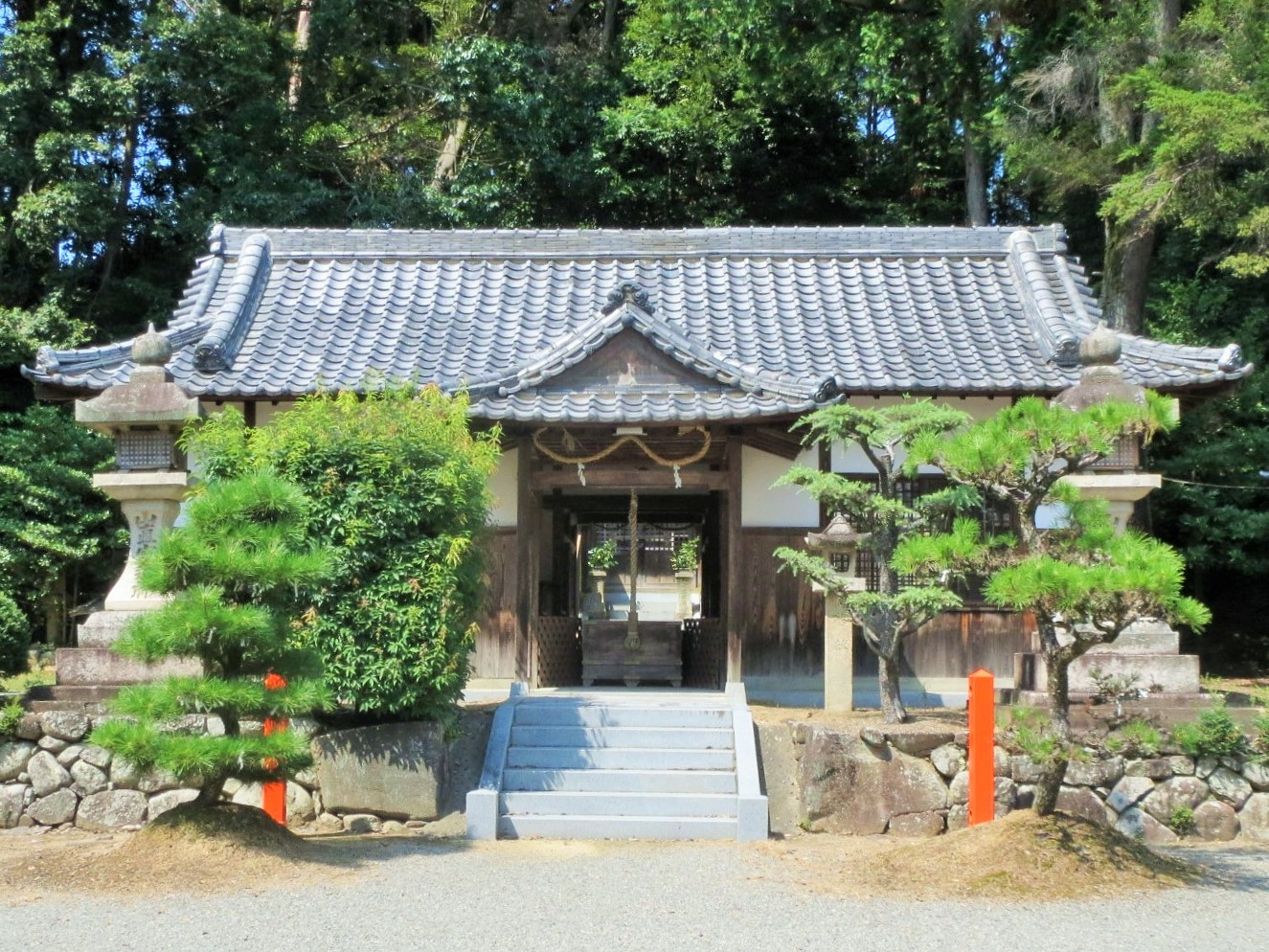
拝殿
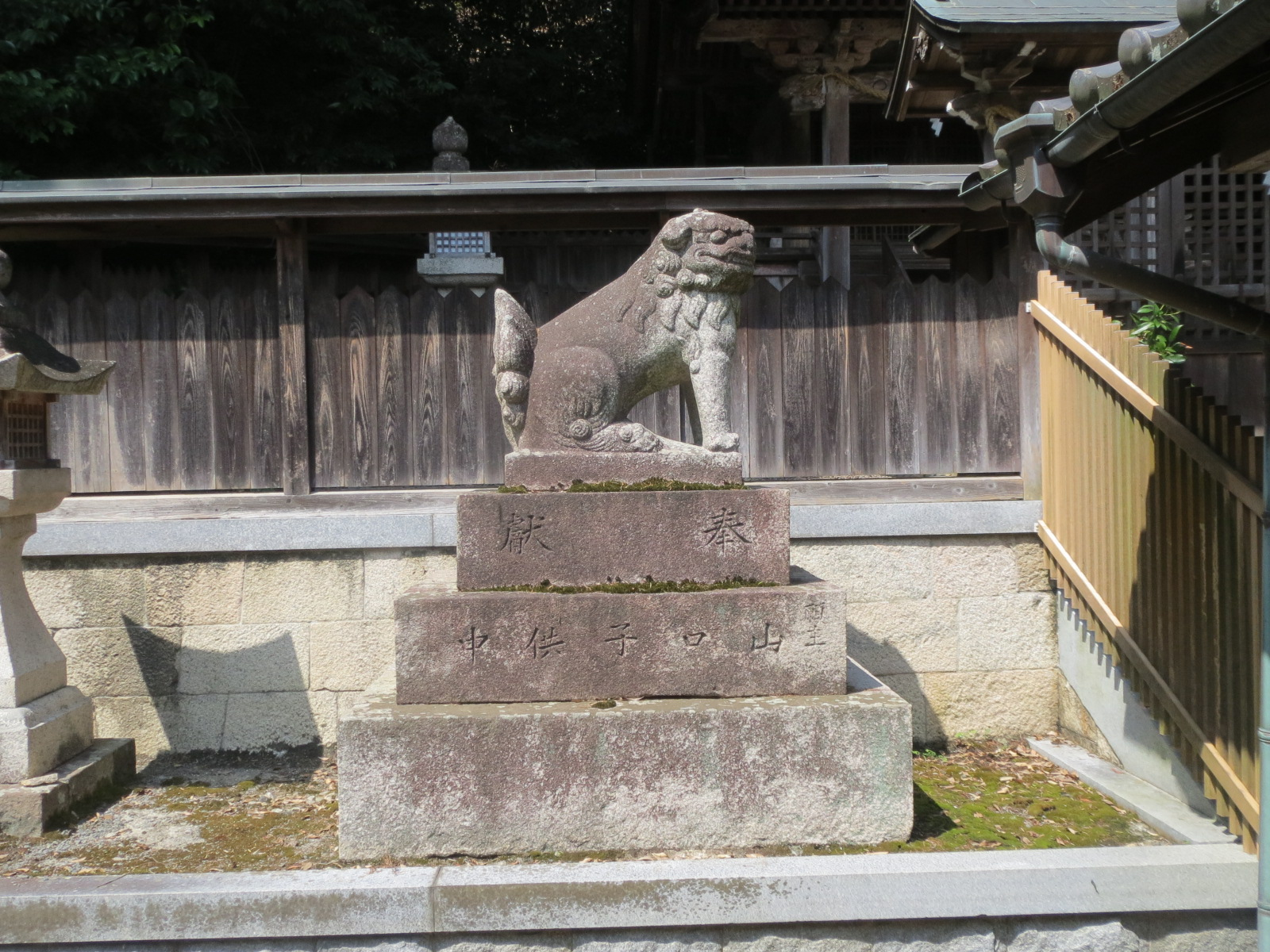
狛犬
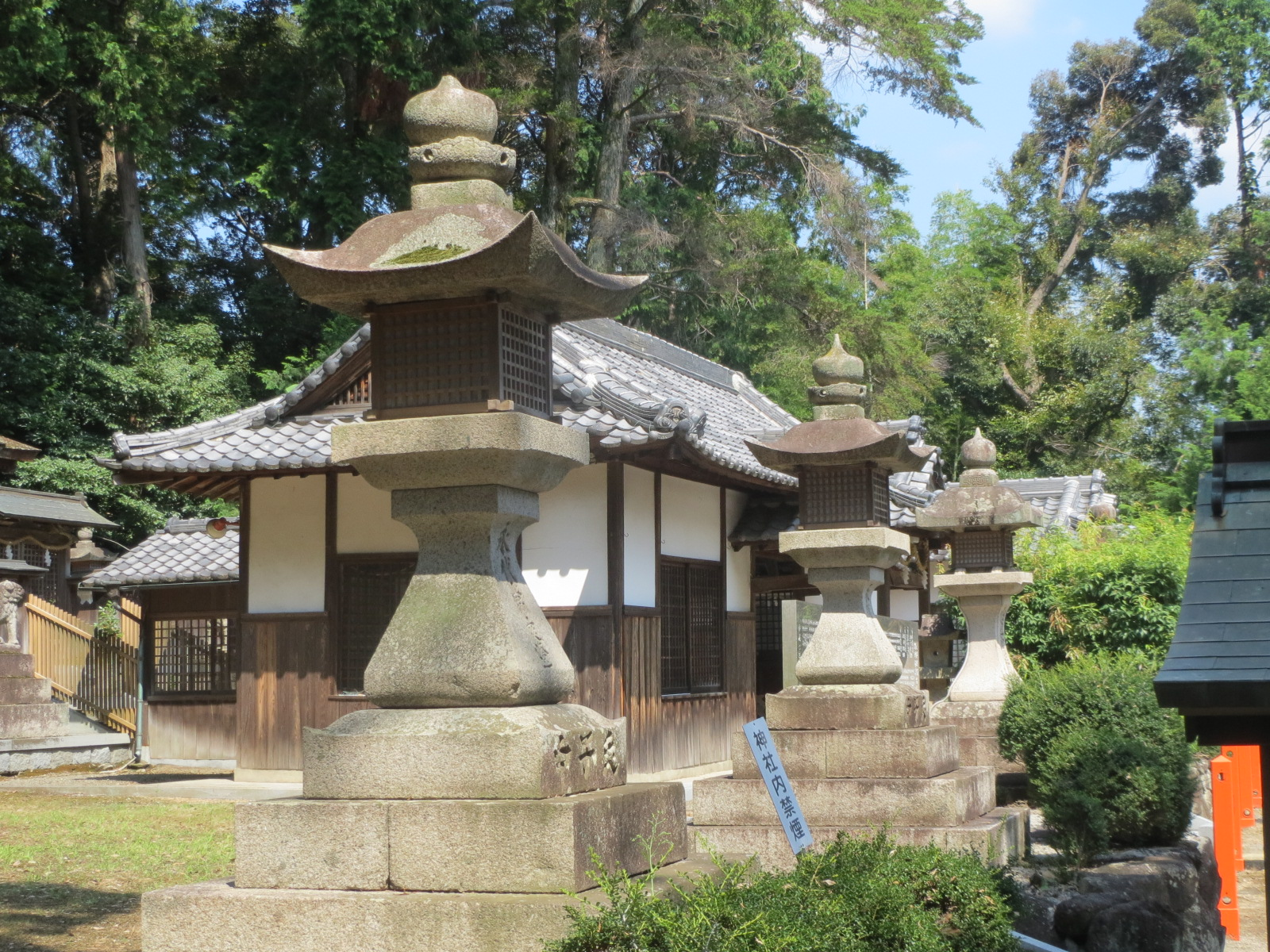
石灯籠

## 現地情報

### 所在地
大阪府岸和田市内畑町3619

### アクセス
- JR西日本阪和線久米田駅からバス沢峯下車
- 阪和自動車道岸和田和泉インターチェンジより10分